# Gia Hưng (xã)
Gia Hưng là một xã miền núi nằm ở phía bắc huyện Gia Viễn, tỉnh Ninh Bình, Việt Nam.

## Địa lý
Xã Gia Hưng nằm ở cực bắc tỉnh Ninh Bình, cách trung tâm thành phố Ninh Bình 25 km, có vị trí địa lý:
- Phía đông giáp xã Gia Hòa
- Phía nam giáp xã Liên Sơn và huyện Nho Quan
- Phía tây giáp huyện Nho Quan
- Phía bắc giáp tỉnh Hà Nam.

Xã Gia Hưng có diện tích là 14,49 km², dân số năm 2019 là 6.622 người, mật độ dân số đạt 457 người/km².
Đây là một xã miền núi, cùng với xã Xích Thổ, huyện Nho Quan và xã Gia Hòa, huyện Gia Viễn là những xã miền núi cực bắc của tỉnh Ninh Bình.Gia Hưng có 13 xóm.

## Lịch sử
Được thành lập theo quyết định 450/QN-TC ngày 05/12/1953.
Xã Gia Hưng xưa là quê ngoại của Đinh Bộ Lĩnh tại đây có di tích động Hoa Lư với thung Lau, thung Lá, thung Lụi là nơi gắn với những truyền thuyết tập trận cờ lau của vị vua này.

## Kinh tế
Chợ Viến nằm ở Xóm 10 là chợ quê trên địa bàn Gia Viễn nằm trong danh sách các chợ loại 1, 2, 3 ở Ninh Bình từ năm 2008.

## Du lịch

### Động Hoa Lư

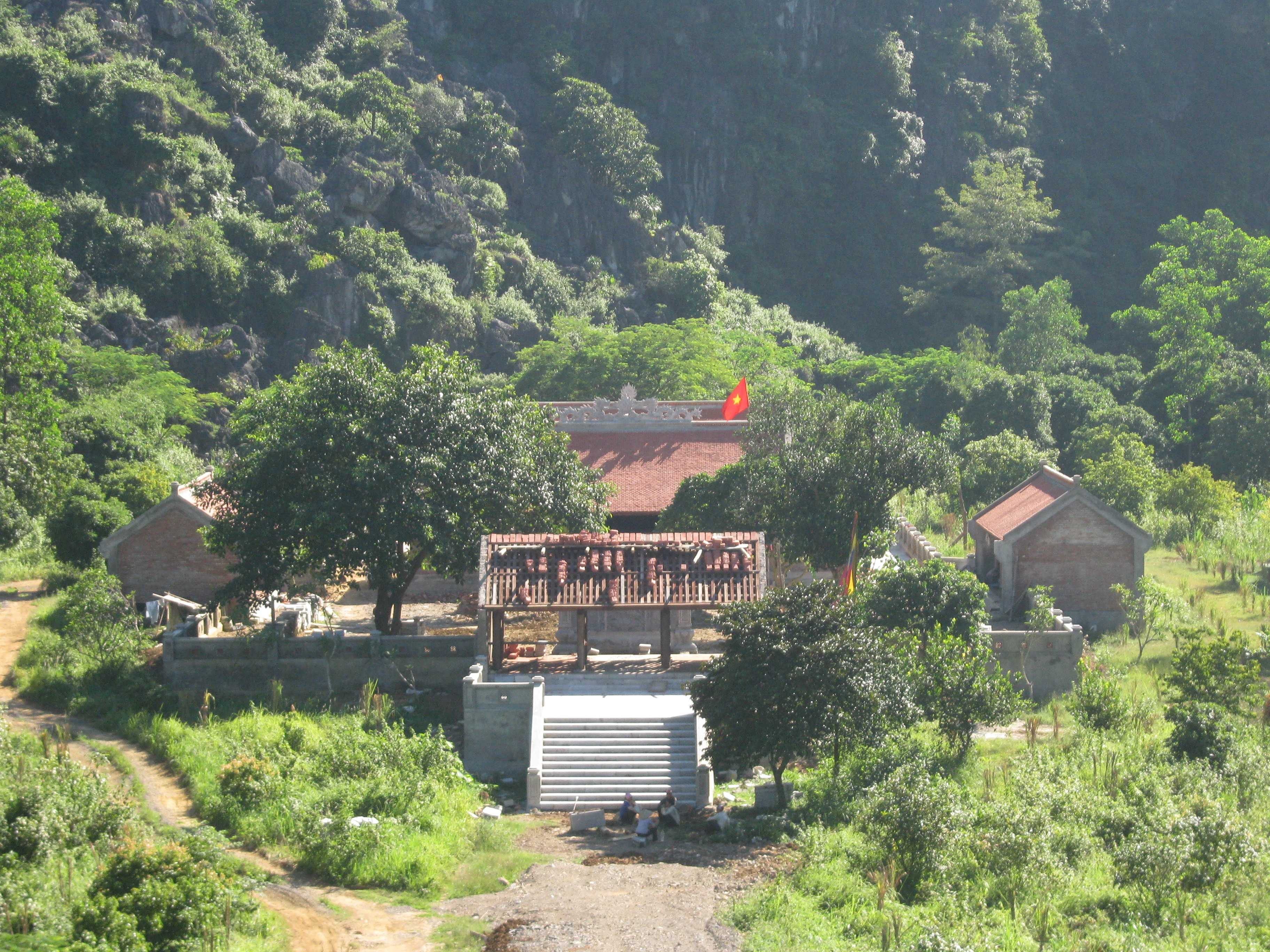
Động Hoa Lư nhìn từ đỉnh lối vào

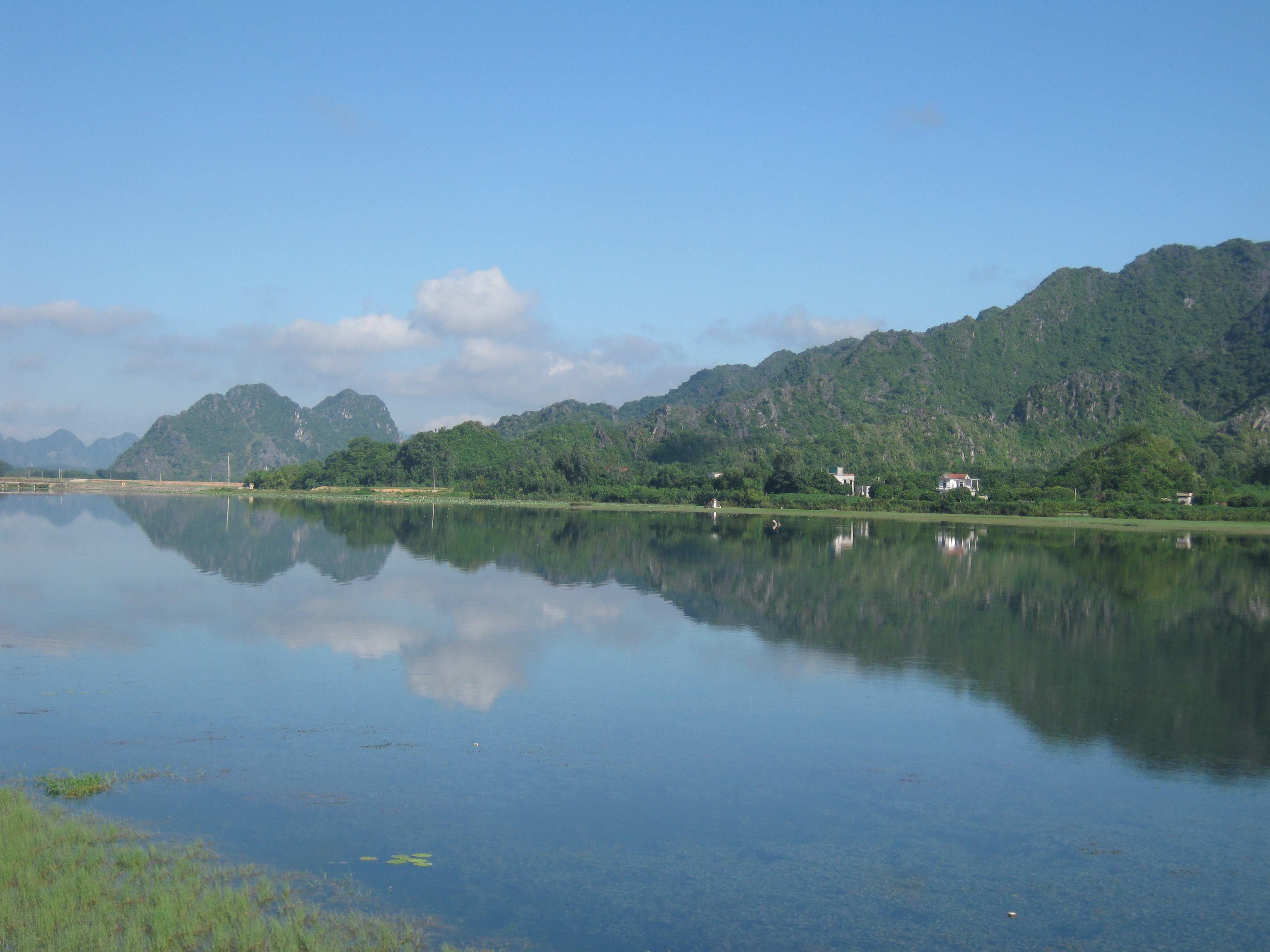
Phong cảnh đầm Cút ở bên ngoài động Hoa Lư

Động Hoa Lư là một di tích gắn với căn cứ đầu tiên của Đinh Bộ Lĩnh đối với sự nghiệp thống nhất giang sơn thế kỷ X, động nằm ở xã Gia Hưng, cách Cố đô Hoa Lư khoảng 15 km. Bốn bề động Hoa Lư được núi đá bao quanh vô cùng kiên cố, chỉ có một lối vào duy nhất là một quèn nhỏ cao khoảng 30 m. Bao bên ngoài động là đầm Cút, dài khoảng 3 km rộng 500m, như con hào thiên nhiên chắn giữ.
Đinh Bộ Lĩnh sinh ở làng Đại Hữu, châu Đại Hoàng, nay là xã Gia Phương, Gia Viễn, Ninh Bình; quê mẹ ông ở thôn Mỹ Hạ, xã Gia Thủy, huyện Nho Quan. Cha mất sớm, Đinh Bộ Lĩnh cùng mẹ về ở cạnh đền sơn thần, nay là đền Long Viên (vườn rồng) thôn Mỹ Hạ, xã Gia Thủy, Nho Quan, Ninh Bình. Hàng ngày Đinh Bộ Lĩnh đi chăn trâu cắt cỏ cho chú là Đinh Thúc Dự. Tương truyền Đinh Bộ Lĩnh chăn trâu ở cánh đồng Rộc Xéo, tập trận cờ lau ở động Hoa Lư (thung Lau), thung Lá, thung Lụi. Tất cả các vùng này ở hai bên tả ngạn và hữu ngạn sông Bôi thuộc xã Gia Thủy, Nho Quan và xã Gia Hưng, Gia Viễn, Ninh Bình. Vì các địa danh trên rất gần động Hoa Lư Gia Viễn nên hầu hết các sách sử khẳng định ông sinh ra ở động Hoa Lư.
Cùng với cố đô Hoa Lư ở huyện Hoa Lư, các di tích động Hoa Lư, thung Lá, đền thờ Đinh Bộ Lĩnh thuộc huyện Gia Viễn là những di tích liên quan đến cuộc đời và sự nghiệp của vua Đinh Tiên Hoàng. Thung Lá ngay cạnh Thung Lau, cũng nằm lọt giữa thành núi cao ngất, tương truyền xưa kia có một nữ vương chuyên bói lá rất giỏi, thường xem lá cho Vua Đinh Tiên Hoàng trước khi xuất quân hay làm một việc gì đó. Nơi này cũng có nhiều cây thuốc chữa bệnh tốt nên khi nghĩa quân Vua Đinh bị thương đều được bí mật đưa về đây cứu chữa. Người ta cũng kể rằng, Thung Lá là vùng rừng linh thiêng nên mọi người đều vào đây thắp hương trước khi đi rừng. Thung Lá có đền thờ Mẫu hậu vua Đinh và thờ Vương bà bí ẩn đã có nhiều công lao giúp Vua Đinh dẹp loạn. Động Hoa Lư đang được xây dựng, tu bổ để trở thành một điểm du lịch lịch sử.
Có ý kiến cho rằng nếu trước đây, du khách đến Ninh Bình thăm cố đô Hoa Lư sau đó đi Bích Động hoặc nhà thờ đá Phát Diệm, thì hiện nay du khách tham quan tuyến di tích liên quan đến Vua Đinh Tiên Hoàng với điểm đến là quê hương của vua Đinh, làng Đại Hữu, sau tới động Hoa Lư là căn cứ khởi nghĩa ban đầu của vua, tiếp đó là kinh đô Hoa Lư. Giải thích vùng rừng thiêng nước độc này được Vua Đinh Tiên Hoàng chọn làm căn cứ khởi nghiệp, những người am hiểu lịch sử Ninh Bình cho biết nơi này độc đạo, không thể vào sâu hơn và là nơi có nhiều huyền thoại bí hiểm, không ai dám vào để đảm bảo tuyệt mật về quân sự. Khu vực Thung Lau, Thung Lá được vua Đinh giấu một đội quân đặc biệt tinh nhuệ và khi cần thiết đưa ra giao chiến.
Nằm ở giữa động Hoa Lư là đền thờ vua Đinh Tiên Hoàng cùng với thánh Nguyễn Minh Không. Hiện nay ngôi đền này đã được tu sửa và xây dựng với quy mô lớn hơn. Hàng năm, dịp đầu xuân ở đây diễn ra lễ hội động Hoa Lư. Lễ hội tương đối giống lễ hội cố đô Hoa Lư nhưng có quy mô nhỏ hơn. Lễ hội động Hoa Lư còn diễn ra vào ngày 8 tháng 10 âm lịch hàng năm. Khi diễn ra lễ hội, người dân đều tổ chức rước chân nhang mẹ vua và mẫu bà từ thung Lá về thung Lau.

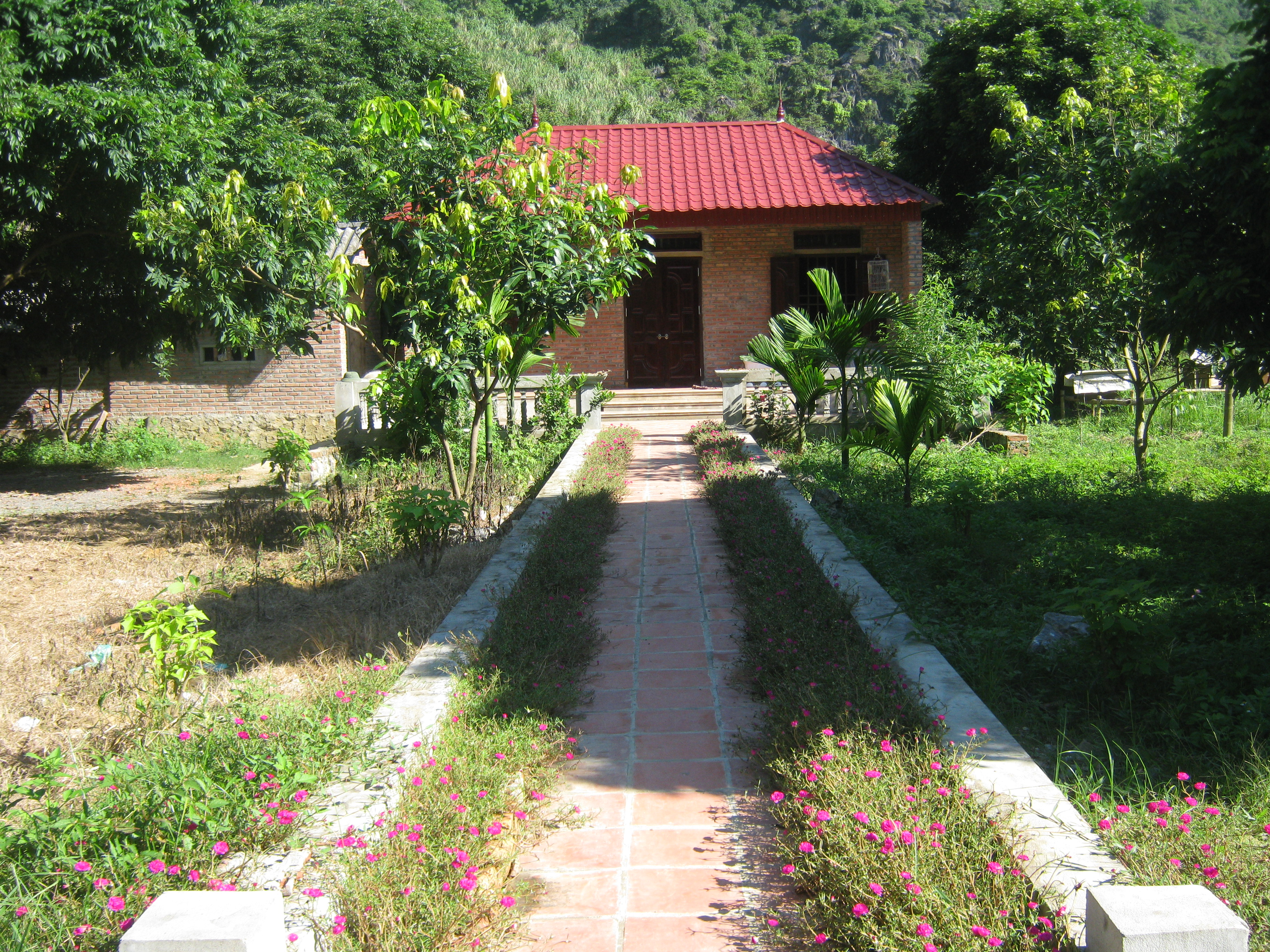
nhà gác
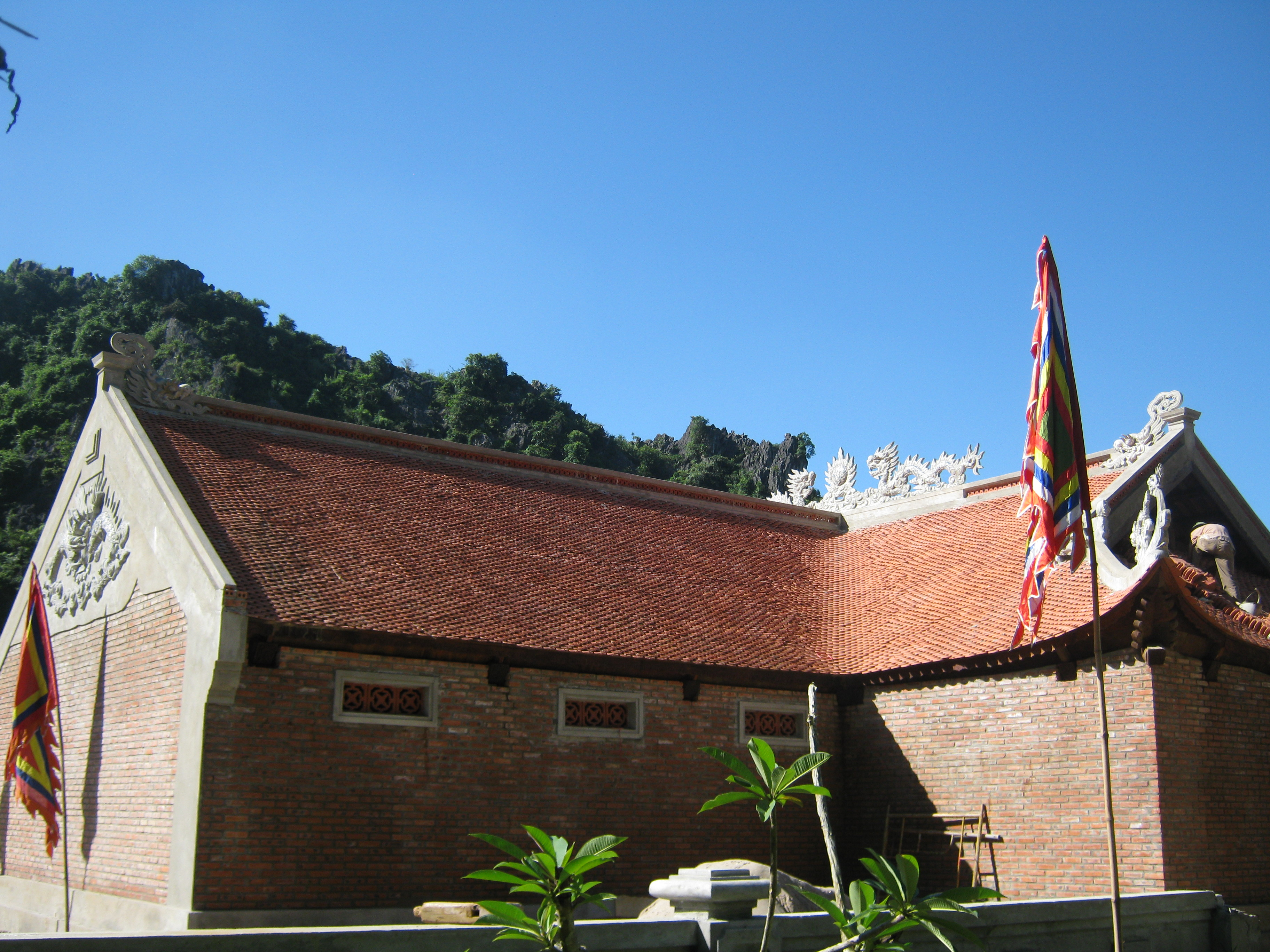
Hậu cung
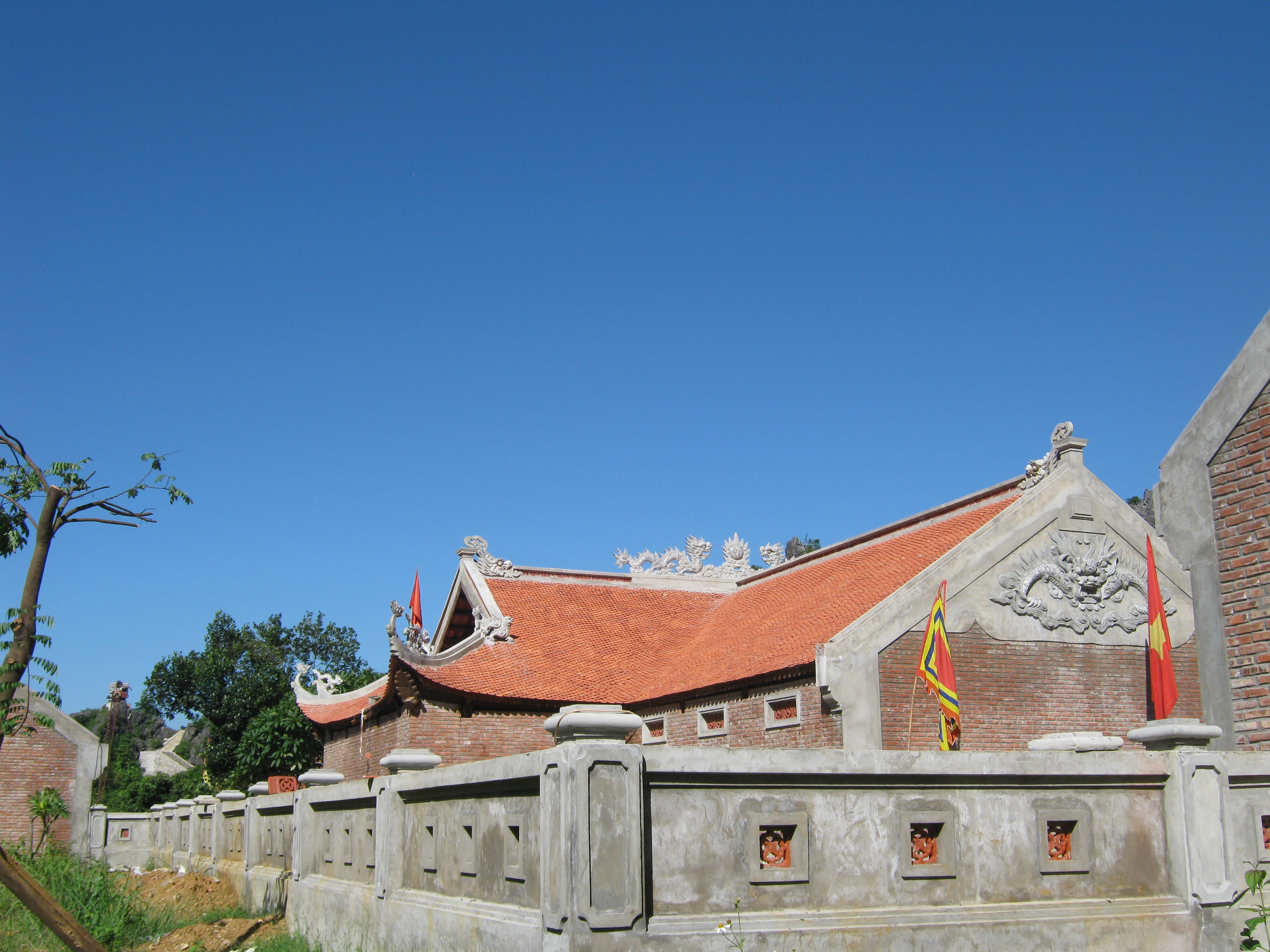
Hậu cung
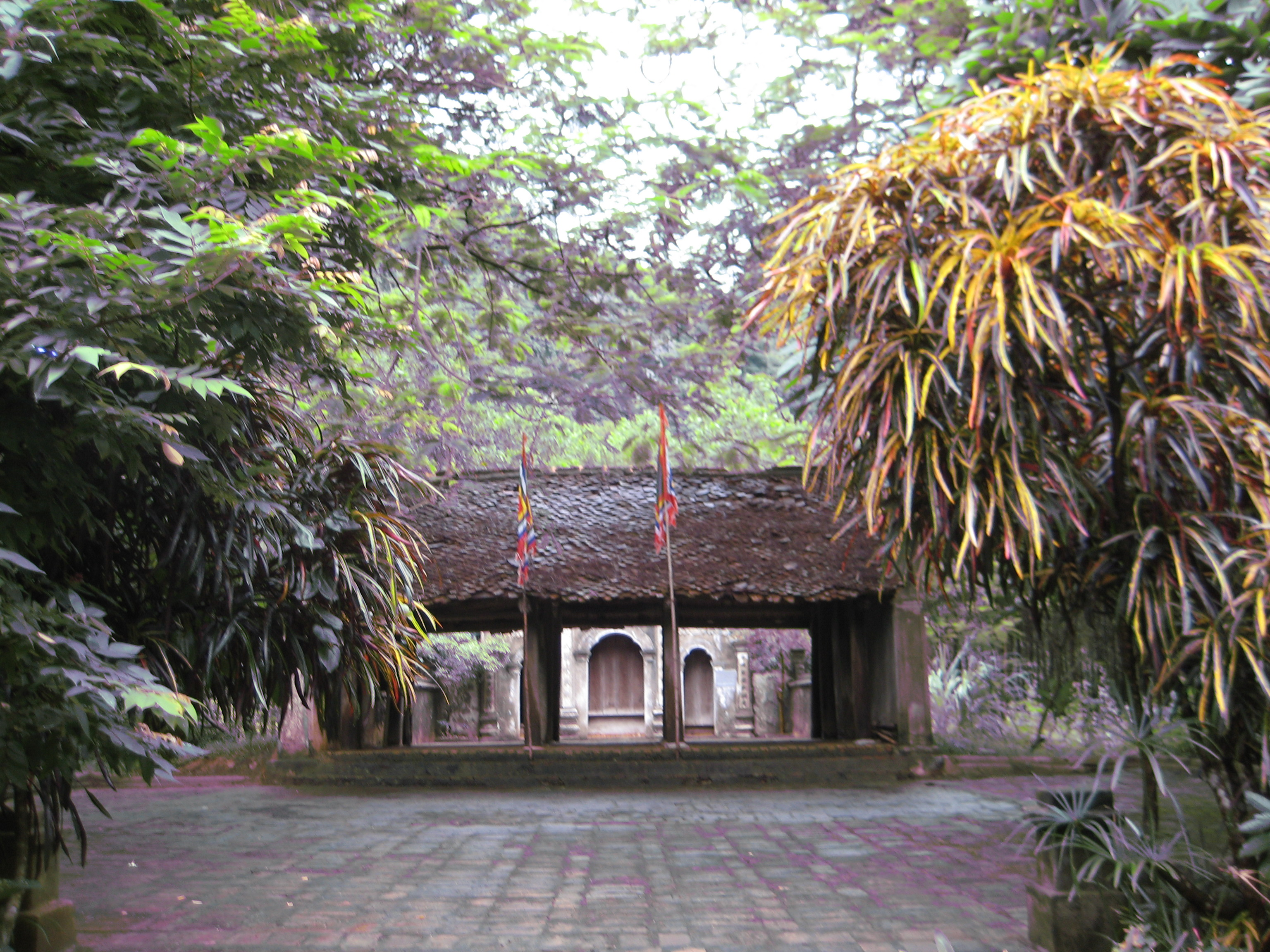
ngôi đền cổ

## Hình ảnh

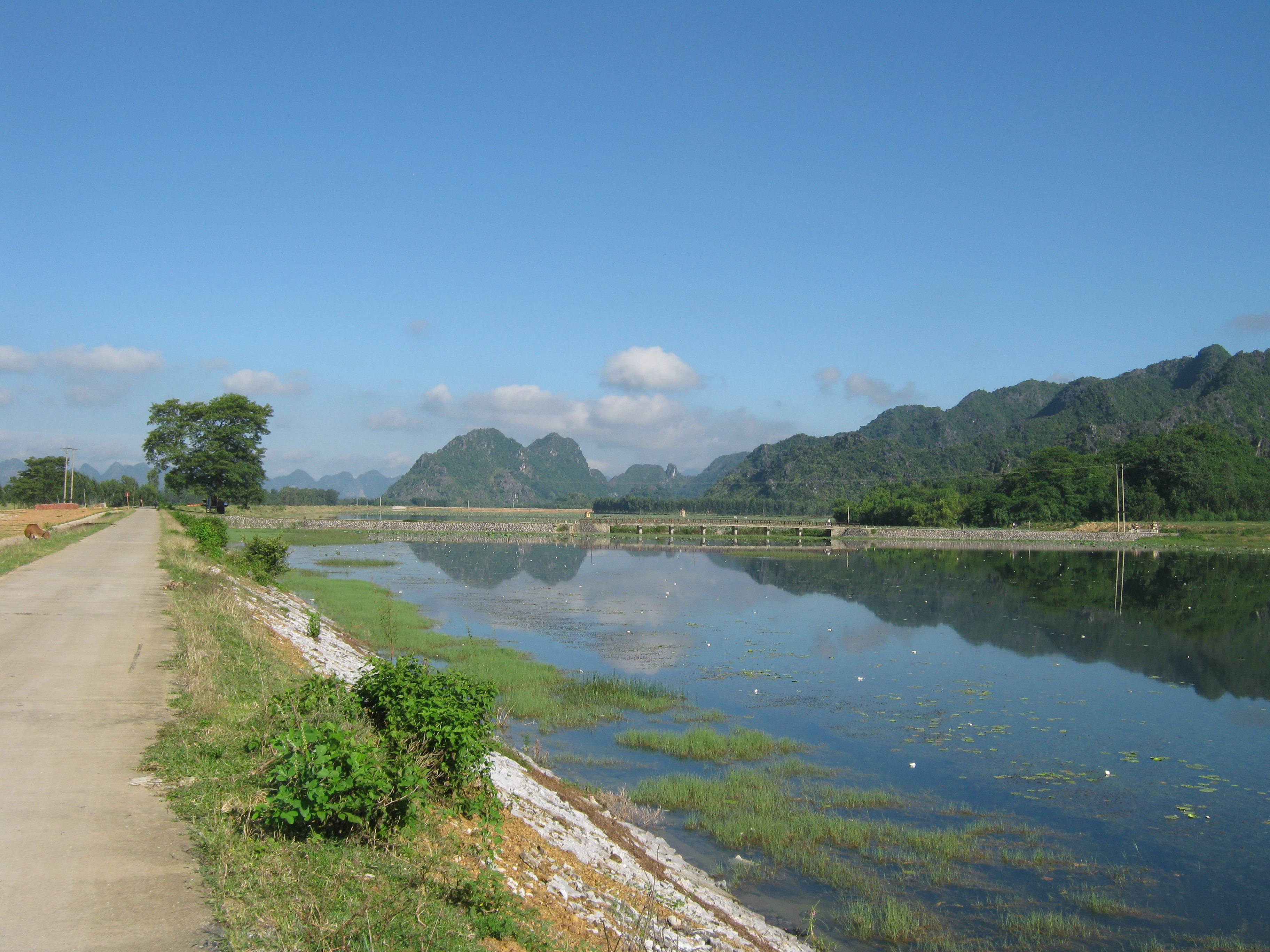
Đê đầm Cút-Vân Long
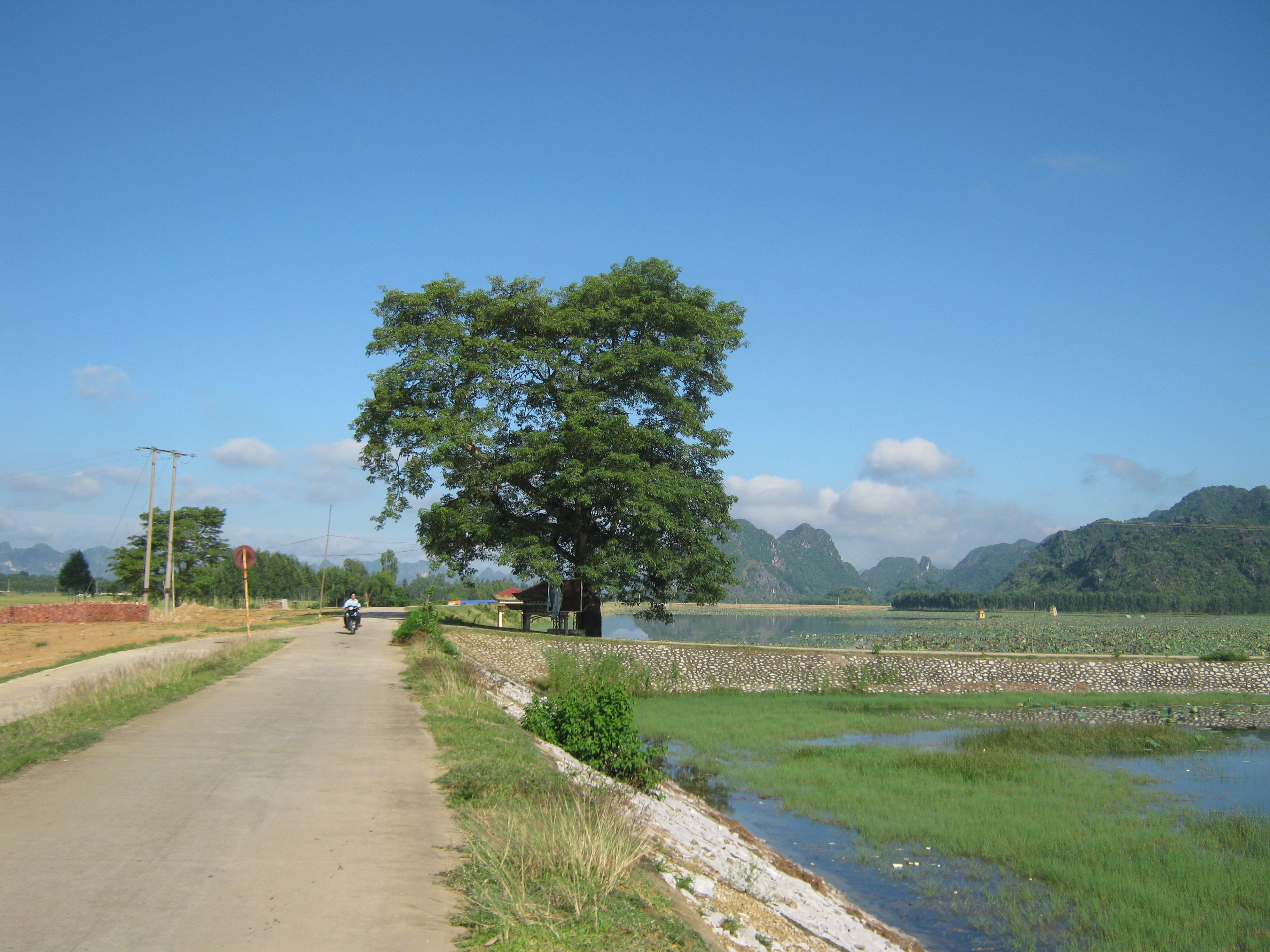
Cây gạo đầu làng - lối vào thung Lá
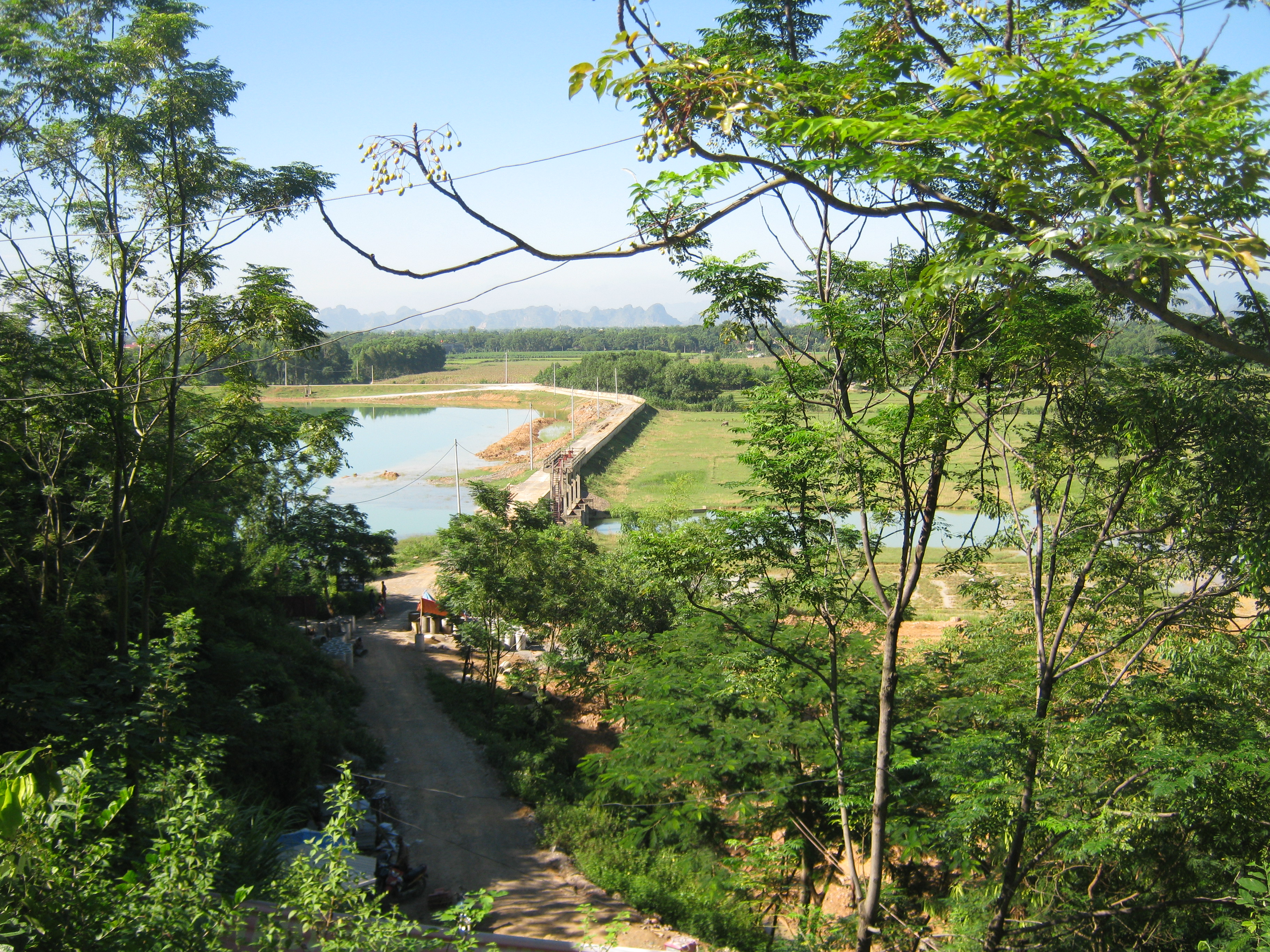
Phía trước động Hoa Lư
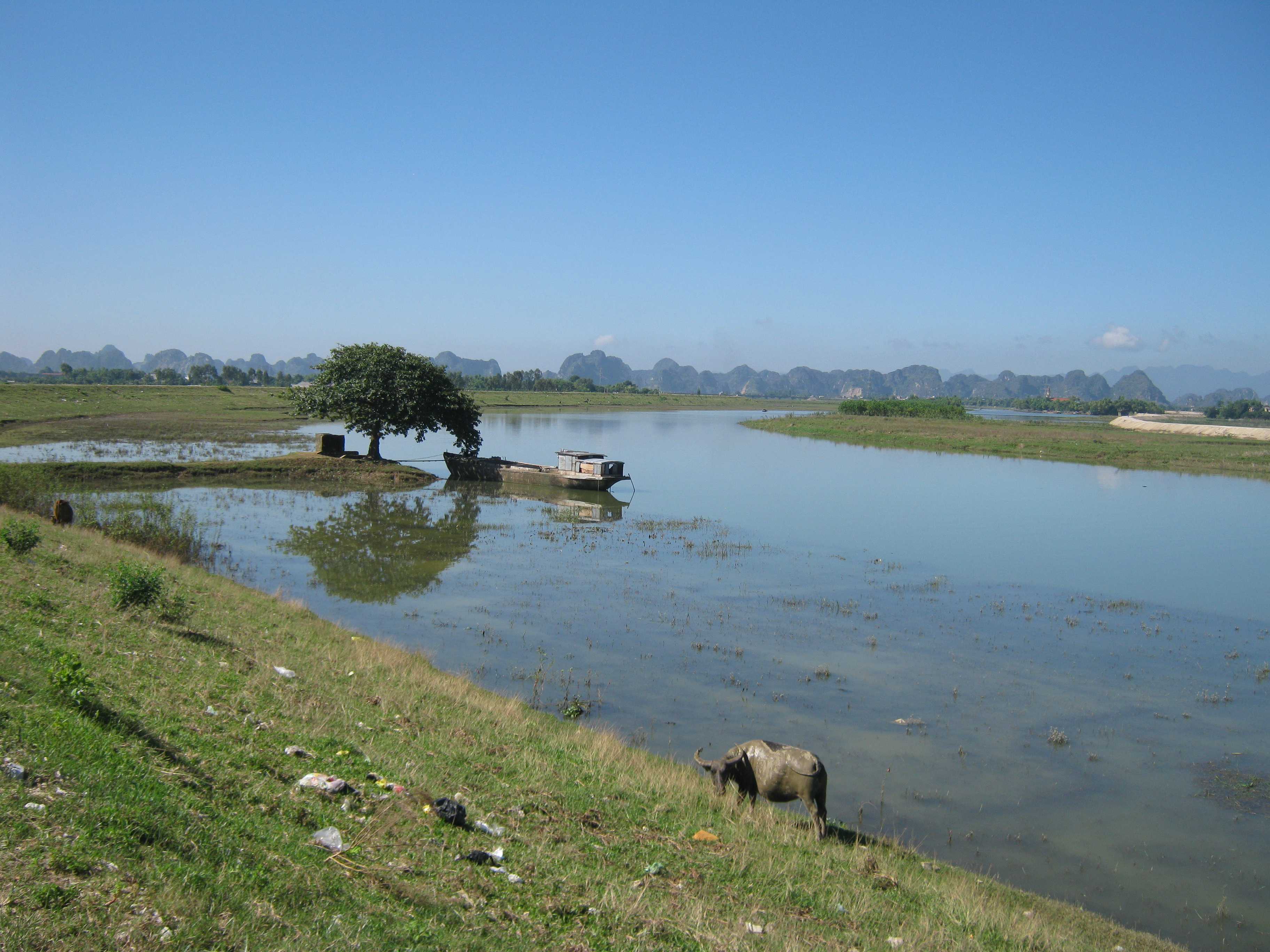
Trên đường vào